# Lista de aeroportos do Butão
Esta é uma lista de aeroportos do Butão, classificados por localidade. Os aeroportos destacados em negrito possuem serviço regular de passageiros em linhas aéreas comerciais.
| Localidade | ICAO | IATA | Nome do aeroporto                               | Coordenadas                 | Pista                      | Elev.  | Construído em | Situação       |
| ---------- | ---- | ---- | ----------------------------------------------- | --------------------------- | -------------------------- | ------ | ------------- | -------------- |
| Gelephu    | VQGP | GLU  | Aeroporto de Gelephu                            | 26° 53' 04" N 90° 27' 51" E | 11/29: 1500 m Asfalto      | 290 m  | 2008          | Voos suspensos |
| Jakar      | VQBT | BUT  | Aeroporto de Bathpalathang                      | 27° 33' 52" N 90° 44' 43" E | 14/33: 1200 m Asfalto      | 2473 m | 2011          | Voos suspensos |
| Paro       | VQPR | PBH  | Aeroporto de Paro                               | 27° 24' 12" N 89° 25' 29" E | 15/33: 1964 x 29 m Asfalto | 2235 m | 1968          | Operacional    |
| Trashigang | VQTY | YON  | Aeroporto de Yongphulla (Aeroporto de Yonphula) | 27° 15' 22" N 91° 30' 55" E | 12/30: 1266 x 37 m Asfalto | 2743 m | 2010          | Voos suspensos |

O Aeroporto de Bagdogra (26° 40' 52" N 88° 19' 43" E) na vizinha Índia também é acessível para voos ao Butão.